# 谢良弼 (唐朝)
谢良弼（?—?），唐朝政治人物。

## 生平
历官中书舍人。大曆年間，在越州，与严维、吕渭、鲍防等三十余人迭唱联和，编有《大历年浙东联唱集》，又與鲍防号“鲍谢”。

## 家族
弟谢良辅。
妻王氏，会稽人，患有痼疾，後隨吴筠修炼，“绝粒咽气，神和体轻。”